# Batrachorhina subgriseicornis
Batrachorhina subgriseicornis är en skalbaggsart som beskrevs av Stefan von Breuning 1961. Batrachorhina subgriseicornis ingår i släktet Batrachorhina och familjen långhorningar.
Artens utbredningsområde är Madagaskar. Inga underarter finns listade.